# Черньяго
Черньяго, Черньяґо (італ. Cergnago) — муніципалітет в Італії, у регіоні Ломбардія,  провінція Павія.
Черньяго розташоване на відстані близько 480 км на північний захід від Рима, 45 км на південний захід від Мілана, 31 км на захід від Павії.
Населення — 748 осіб (2014).
Щорічний фестиваль відбувається 18 серпня. Покровитель — Sant'Elena Imperatrice.

## Демографія
Населення за роками:

Станом на 1 січня 2023 року в муніципалітеті офіційно проживав 31 іноземець з 16 країн, серед них 14 громадян країн Євросоюзу та 1 громадянин України.

## Сусідні муніципалітети
- Мортара
- Олевано-ді-Ломелліна
- Сан-Джорджо-ді-Ломелліна
- Тромелло
- Велеццо-Ломелліна